# ひでよしっと
ひでよしっと（1982年2月8日 - ）は、日本のミュージシャン、お笑い芸人、ものまねタレント、役者。岡山県備前市出身。松竹芸能所属。ピン芸人。身長170cm。血液型A型。本名 延本 英祥（のぶもと ひでよし）。

## 来歴・概説
2009年頃まで、「ひでよし☆のぶもと」と「hdyshit」というアーティスト表記にて、音楽活動、並びにバンド活動をしていた。
18歳で上京後、池袋のライブハウス「MANHOLE」にて、ブッキングマネージャー業。
主な輩出バンドは、Northern19、RUNNERS-Hi、TOTALFAT等。
当時の仕事で出会った音楽仲間とは今でも深い親交のある仲間も多い。
数々のバンドにて、ベースでサポートメンバーを経験しており、代表バンドにはMARSAS SOUND MACHINEがある。
only yesterdayというバンドでミニアルバムを2枚リリースしている。
27歳で、ライブハウスの仕事を辞め、約2年後に松竹芸能の養成所に入所。
東京松竹華の20期に辺り、同期にはキンタロー。、カナイなどがいる。
養成所時代に、日本テレビ系列「ものまねグランプリ」内、「B'z軍団」でTV出演。
現、B'z軍団メンバー。
ものまねレパートリーには、B'z、シャ乱Q、河村隆一等、歌マネがメインであるが、キレのあるダンスパフォーマンスを活かし、SMAPの木村拓哉の動きモノマネも取り入れている。
2012年9月には劇団レッド・フェイスプロデュース第39回公演「七慟伽藍」に出演。浅井長政役を演じている。
2015年4月より、本人の出身地である岡山県備前市のびぜん観光大使を務めている。

## 出演
- ものまねグランプリ
- ABC-Zoo
- 歌スタ
- ひるキュン！（東京MX）
- ラヴィット
- 内村のツボる動画
- 一夜づけ
- 全力！脱力タイムズ